# Salandra
Salandra är en ort och kommun i provinsen Matera i regionen Basilicata i Italien. Kommunen hade 2 745 invånare (2017).